# Скола, Этторе
Э́тторе Ско́ла (итал. Ettore Scola, 10 мая 1931 — 19 января 2016) — итальянский кинорежиссёр, сценарист, продюсер, актёр, монтажёр. Создал почти 90 сценариев для кино, режиссёр-постановщик 39 картин.

## Биография
Родился в многодетной семье врача из небольшого городка Тревико.
Кино там показывали два раза в год: привозили на грузовике и устанавливали экран на главной площади. Долгожданные киносеансы превращались для мальчика в настоящие праздники. Воспоминания о них навсегда оставят у него ностальгическую оскомину и со временем найдут отражение в его фильме «Сплендор», история о «взлётах» и «падениях» провинциального кинотеатра и его владельца, которого к 1980-м годам окончательно разоряет телевидение.
В самом начале своей карьеры, когда одновременно с учёбой на юридическом факультете Римского университета Этторе Скола поступит художником в юмористический журнал «Марк Аврелий», он знакомится с Федерико Феллини.
Окончил юридический факультет, с 1951 года стал выступать с юморесками и скетчами в сатирических журналах и на радио. В 1953 году он дебютировал как сценарист, писал для Дино Ризи и других режиссёров, часто в сотрудничестве с Руджеро Маккари.
Как режиссёр дебютировал в 1964 году с комедией «Если позволите, поговорим о женщинах». Этот жанр надолго остался его любимым.
Постепенно его фильмы стали более серьёзными, проявляя зрелое социальное беспокойство и поиски значительного драматического контекста, однако ироничная или меланхолическая улыбка просвечивала сквозь самые серьёзные сюжеты.
В его фильмах снялись наиболее интересные итальянские актёры послевоенного периода: Софи Лорен, Марчелло Мастроянни, Альберто Сорди, Витторио Гассман.
Летом 2011 года он прервал все незавершённые творческие проекты (включая уже начатый фильм с Жераром Депардьё) и заявил о своём уходе из кинематографа, мотивируя это тем, что мир кино не доставляет ему былой радости, счастья и ощущения лёгкости. «Нынешние законы кинопроизводства и дистрибуции мне больше не подходят. Для меня важнее всего иметь свободу выбора и сохранить за собой право сказать „нет“. Я же начал чувствовать, что теперь обязан соблюдать некоторые правила, которые мешают мне чувствовать себя свободным. Сегодня все решает рынок».

## Наиболее значимые фильмы

### Драма ревности: Все детали в хронике (1970 год)
«Драма ревности: Все детали в хронике» (итал. Dramma della gelosia (tutti i particolari in cronaca)) — история любви к продавщице цветов Аделаиде (Моника Витти) сразу двух мужчин — Оресте (Марчелло Мастроянни), безработного коммуниста, и Нелло (Джанкарло Джаннини), южанина, шеф-повара пиццерии. В этой ленте Скола добавил к социально-сатирической и эксцентрической традиции своих ранних режиссёрских работ долю мрачной иронии, едкого сарказма, что позднее будет развито в одном из лучших произведений итальянского кино — в трагикомедии «Отвратительные, грязные, злые». Язвительный юмор, подчас довольно злой, относится вовсе не к несчастным героям, запутавшимся в своих интимных отношениях, а к той действительности, которая калечит людей, заставляет терять контроль над собой, срываться в неистовстве и даже покушаться на убийство. Подзаголовок «все детали в хронике» имеет сюжетное объяснение — уголовная хроника обсуждает обстоятельства криминального дела на почве ревности, что интересно обывателям не только в Италии. Для постановщика же важно восстановить ретроспективу всех подробностей происшедшего, чтобы проанализировать и понять на примере частного случая раздоров двух мужчин из-за одной женщины, явления более общего и общественно значимого порядка (Скола в тот период принадлежал к итальянской компартии и выдвигался в предполагаемый кабинет министров Италии от этой партии).
Первый фильм 39-летнего режиссёра, который получил международную известность, особенно после показа на Каннском кинофестивале, где Марчелло Мастроянни завоевал приз за лучшую мужскую роль.

### Мы так любили друг друга (1974 год)
«Мы так любили друг друга» ((итал. C'eravamo tanto amati)) имеет посвящение Витторио Де Сика. Это история трёх десятилетий жизни Италии, показанная сквозь фокус взаимоотношений трёх друзей, участников Сопротивления (Витторио Гассман, Нино Манфреди и Стефано Сатта-Флорес), любящих одну женщину — Лючиану (Стефания Сандрелли). Каждый из них пошёл по жизни своим путём. Один стал юристом-бизнесменом, предав свою любовь ради выгодного брака с богатой женщиной, дочерью своего работодателя. Другой увлекся утопическим проектом улучшения общества, ради чего даже оставил свою жену и ребёнка, подрабатывая на жизнь в телеконкурсе знатоков кино. Третий так и остался простым санитаром, но сумел впоследствии возвратить любовь Лючианы и создать с ней семью. Проходили 50-е, потом 60-е, начинались 70-х — со своими сложными переменами и новыми кинопристрастиями. Благодаря удачному драматургическому ходу, судьбы героев фильма воспринимаются не только в контексте итальянской истории, но и истории итальянского киноискусства: на экране возникают кадры картин Де Сика, Феллини, Антониони.

### Отвратительные, грязные, злые (1976 год)
Один из образцов «комедии по-итальянски» в её трагикомическом варианте. Этторе Скола рассказывает о жизни «отверженных мира сего», поселившихся в жалких лачугах на окраине Рима. Горькое повествование о патриархальной семье одноглазого Джасинто (Нино Манфреди), который пытается утаить от многочисленных родственников свои сбережения, пронизывается комедийными, феерическими, почти пародийными сценами. Отвращение и злость перемешаны с неожиданной любовью и нежностью. Скола принимает своих героев такими, какие они есть, не желая вызвать жалость к убожеству или приукрасить отверженных для того, чтобы зрители полюбили их. В круговороте жизни, из которого почти невозможно вырваться, единственной надеждой может быть не абстрактная вера в добрую природу человека, а во вполне конкретных детей. В тех, что заперты в клетке-яслях на пустыре, или в ребёнка, который должен родиться у их юной воспитательницы, одной из внучек Джасинто.

### Необычный день (1977 год)
«Необычный день» (итал. Una giornata particolare) — аллегорическое описание короткой любовной связи Антониэтты (Софи Лорен) и Габриэля (Марчелло Мастроянни) на фоне массового ликования жителей Рима по случаю прибытия в город Гитлера накануне Второй мировой войны. Май 1938 года. К Бенито Муссолини прибывает с официальным визитом Адольф Гитлер. Горожане отправляются в центр Рима приветствовать парадный кортеж. Отправляется туда и муж одной из римских домохозяек. Красавице становится скучно одной. Она использует отлучку мужа, чтобы завести знакомство с обаятельным соседом. Он — интеллектуал, журналист. Им предстоит провести вместе весь этот день, который сыграет решающую роль в их судьбе.

### Бал (1983 год)
В фильме «Бал» (фр. Le Bal) без единого слова — средствами музыки и танца, цвета и света рассказывалась история Франции и французского кино за последние полвека: победа Народного фронта в 1936 году, нацистская оккупация, первые послевоенные годы, война в Алжире, майские события 1968 года. В картине звучат самые популярные мелодии прошедшего века, среди её персонажей возникают образы Жана Габена, Жана Марэ и других звезд французского кино. Сердечный приступ, случившийся с 52-летним режиссёром во время съёмок, не помешал ему завершить этот фильм.

### Семья (1986 год)
«Семья» (итал. La famiglia) — история итальянской семьи с 1906 до 1986 года, любовные и житейские перипетии в жизни профессора литературы Карло. Кажется, почти ничего не происходит в старом семейном доме в Риме — кто-то рождается, подрастает, сочетается браком, уходит на фронт, ищет работу, переживает личные неурядицы, постепенно стареет, а потом взирает с недоумением на прошлое: а была ли жизнь?! И только многочисленные родственники, собравшиеся на 80-летие главы дома, запечатленные на очередной семейной фотографии, подтверждают своим присутствием, что с момента первого появления героя на экране ещё в младенчестве прошло очень много лет — и сменилось несколько поколений. Фильм получил 5 призов «Давид ди Донателло» — за фильм, режиссуру, сценарий, главную мужскую роль (Витторио Гассман) и монтаж, 6 «Серебряных лент» — за режиссуру, сценарий, женскую роль второго плана (Оттавия Пикколо), лучшей иностранной актрисе (Фанни Ардан), музыку, а также лучшему продюсеру (Франко Коммиттери).

### Нечестная конкуренция (2001 год)
«Нечестная конкуренция» (итал. Concorrenza sleale). Италия, Рим 1930-х годов. Вся Европа заражена вирусом фашизма. У двух торговцев одеждой, еврея и итальянца, магазины стоят бок о бок. Конкуренты прибегают к разным уловкам, чтобы опередить друг друга. Но антисемитская политика Муссолини заставляет двух конкурентов по-другому взглянуть на мир вокруг себя. Вскоре, из-за новых законов, Леоне лишается возможности зарабатывать себе на жизнь. Даже у туго соображающего типичного «маленького» итальянца-конкурента в последнюю минуту пробуждается совесть. В конце концов, вместе переживая трудности фашистской оккупации, они становятся друзьями.

## Избранная фильмография (полнометражные фильмы)
- 1964 — Если позволите, поговорим о женщинах / Se permettete parliamo di donne
- 1965 — Миллион долларов / La congiuntura
- 1965 — Нервная дрожь / Thrilling (эпизод Il vittimista)
- 1966 — Архидьявол / L'arcidiavolo
- 1969 — Комиссар Пепе / Il commissario Pepe
- 1969 — Удастся ли нашим героям найти своего друга, который таинственно исчез в Африке? / Riusciranno i nostri eroi a ritrovare l'amico misteriosamente scomparso in Africa?
- 1970 — Драма ревности: Все детали в хронике / Dramma della gelosia - Tutti i particolari in cronaca
- 1972 — Разрешите представиться: Рокко Папалео / Permette? Rocco Papaleo
- 1972 — Лучший вечер в моей жизни / La più bella serata della mia vita
- 1973 — Тревико-Турин / Trevico-Torino - Viaggio nel Fiat-Nam
- 1974 — Мы так любили друг друга / C'eravamo tanto amati
- 1976 — Дамы и господа, спокойной ночи! / Signore e signori, buonanotte
- 1976 — Отвратительные, грязные, злые / Brutti sporchi e cattivi
- 1977 — Необычный день / Una giornata particolare
- 1978 — Новые чудовища / I nuovi mostri
- 1979 — Терраса / La terrazza
- 1981 — Любовная страсть / Passione d'amore
- 1982 — Ночь в Варенне / Новый мир Il Mondo Nuovo (во французском прокате - La Nuit de Varennes)
- 1983 — Бал / Le Bal (в итальянском прокате - Ballando ballando)
- 1985 — Макароны / Maccheroni
- 1987 — Семья / La famiglia
- 1988 — Сплендор / Splendor
- 1989 — Который час? / Che ora è?
- 1990 — Путешествие капитана Фракасса / Il viaggio di Capitan Fracassa
- 1993 — Марио, Мария и Марио / Mario, Maria e Mario
- 1995 — Роман бедного юноши / Romanzo di un giovane povero
- 1998 — Ужин / La cena
- 2001 — Нечестная конкуренция / Concorrenza sleale
- 2003 — Римляне / Gente di Roma
- 2013 — Как странно называться Федерико / Che strano chiamarsi Federico

## Награды
- 1975 — Главный приз Московского кинофестиваля за фильм «Мы так любили друг друга»
- 1976 — «Лучший режиссёр» на Каннского кинофестиваля за фильм «Отвратительные, грязные, злые»
- 1977 — Премия «Сезар» за фильм «Мы так любили друг друга»
- 1978 — Премия «Сезар» «Лучший фильм на иностранном языке» за фильм «Необычный день»
- 1980 — приз Каннского кинофестиваля «Лучший сценарий» за фильм «Терраса»
- 1984 — Премия «Сезар» «Лучший режиссёр» за фильм «Бал»
- 1984 — Серебряный Медведь «Берлинского кинофестиваля» «За выдающиеся персональные достижения»
- 1984 — Приз газеты Berliner Morgenpost за фильм «Бал»
- 1987 — Серебряная лента за лучшую режиссуру за фильм «Семья»[14]
- 1990 — Приз имени Пьетро Бьянчи «Венецианского кинофестиваля»
- 2001 — приз «Серебряный Георгий» за лучшую режиссёрскую работу Московского кинофестиваля за фильм «Нечестная конкуренция»

## Номинации
- 1970 — Золотая пальмовая ветвь Каннского кинофестиваля за фильм «Драма ревности: Все детали в хронике»
- 1976 — Золотая пальмовая ветвь Каннского кинофестиваля за фильм «Отвратительные, грязные, злые»
- 1977 — Золотая пальмовая ветвь Каннского кинофестиваля за фильм «Необычный день»
- 1978 — Премия Оскар «Лучший фильм на иностранном языке» за фильм «Необычный день»
- 1979 — Премия Оскар «Лучший фильм на иностранном языке» за фильм «Новые чудовища»
- 1980 — Золотая пальмовая ветвь Каннского кинофестиваля за фильм «Терраса»
- 1981 — Золотая пальмовая ветвь Каннского кинофестиваля за фильм «Любовная страсть»
- 1982 — Золотая пальмовая ветвь Каннского кинофестиваля за фильм «Ночь Варенны»
- 1984 — Золотой Медведь «Берлинского кинофестиваля» за фильм «Бал»
- 1984 — Премия Оскар «Лучший фильм на иностранном языке» за фильм «Бал»
- 1987 — Золотая пальмовая ветвь Каннского кинофестиваля за фильм «Семья»
- 1988 — Премия Оскар «Лучший фильм на иностранном языке» за фильм «Семья»
- 1989 — Золотая пальмовая ветвь Каннского кинофестиваля за фильм «Сплендор»
- 1991 — Золотой Медведь «Берлинского кинофестиваля» за фильм «Путешествие капитана Фракасса»
- 1995 — Золотой Лев «Венецианского кинофестиваля» за фильм «Роман бедного юноши»
- 2001 — Приз за лучший фильм — Золотой «Святой Георгий» Московского кинофестиваля за фильм «Нечестная конкуренция»